# Pour le Mérite
Pour le Mérite (с фр. — «За заслуги») — орден, бывший высшей военной наградой Пруссии до конца Первой мировой войны. Неофициально назывался «Голубой Макс» (нем. Blauer Max).

## История
Награда была учреждена в 1740 году прусским королём Фридрихом Великим, который дал ему французское название, поскольку это был основной язык прусского двора того времени. Изначально «Pour le Mérite» награждались как за военные, так и гражданские заслуги. В январе 1810 года Фридрих Вильгельм III постановил, что этот орден может вручаться только военным с соответствующим изменением Статутов награды.
Орден мог вручаться только раз, но с 1816 года, согласно дополнению статута, в случае предпосылки к повторному награждению кавалер получал знак ордена с тремя золотыми дубовыми листьями.
С 1844 года кавалер, награждённый более 50 лет назад, получал орденский знак с короной.
В 1866 году, по окончании Австро-прусской войны, Вильгельм I учредил степень большого креста ордена со звездой, которого были удостоены всего пять человек. Знак ордена, крупнее обычного, приобрёл золотой медальон с портретом Фридриха Великого, на головах орлов — короны. Звезда ордена — ромбовидная, также с портретом Фридриха Великого на золотом медальоне, на голубом ободке — две лавровые ветки и надпись POUR LE MÉRITE. Среди немногих награждённых — Александр II, генерал-фельдмаршал Мольтке и прусский кронпринц Фридрих Вильгельм.
В 1917 году Эрвин Роммель, командуя подразделением горных егерей в ходе битвы при Капоретто, захватил важный укреплённый пункт противника, вынудив отступить целую итальянскую дивизию. Наградой за это стал военный орден «Pour le Mérite».
Последний из кавалеров ордена Эрнст Юнгер умер в 1998 году в возрасте 102 лет.

## Разновидность ордена за гражданские заслуги
В 1842 году Фридрих Вильгельм IV учредил гражданский дивизион Ордена, установив для него в качестве знака одно из звеньев цепи высшего Ордена Чёрного Орла. Орденом «За заслуги в науке и искусстве» (нем. Pour le Mérite für Wissenschaften und Künste) награждались за достижения в трёх областях: гуманитарные науки, естественные науки и изобразительное искусство. Одной из самых известных деятелей искусства, удостоенных этого ордена, была Кете Кольвиц, у которой этот орден был позже отобран властями нацистской Германии.
В настоящее время орден вручается президентом ФРГ только за гражданские заслуги.

## Описание
Орден долгое время имел только одну степень и только знак в виде креста. Шейный знак представлял собой мальтийский крест, покрытый тёмно-голубой эмалью с золотой окантовкой, с расположенными между лучами золотыми династическими орлами без корон. На аверсе верхней лапы креста располагался вензель короля-учредителя — F, увенчанный королевской короной. По остальным трём лапам креста размещено наименование ордена, разделённое на три части: Pour · le Mé · rite. Реверс на лапах креста лишён изображений и надписей. Орден носился на шее на чёрной ленте с двумя серебряными полосами по краям с чёрной каймой.

## Иллюстрации

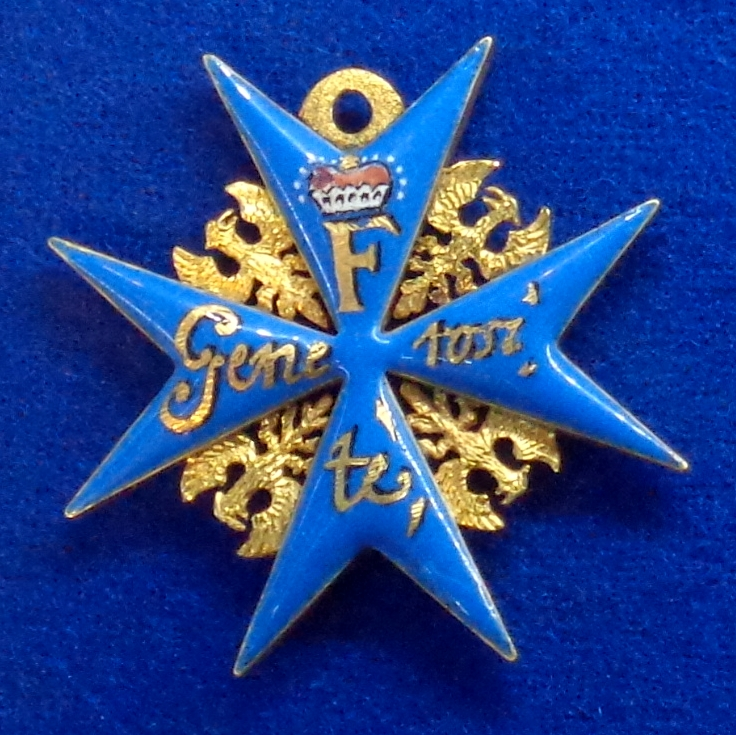
Орден Верности — предшественник ордена Pour le Mérite
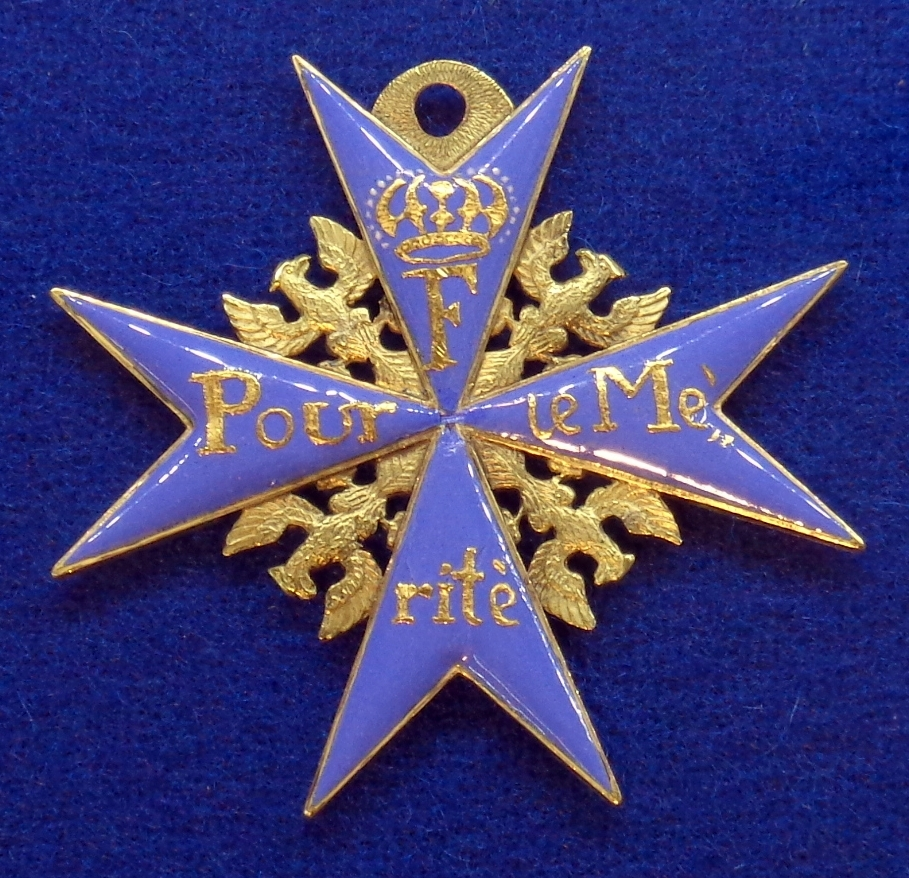
Знак ордена, XVIII век
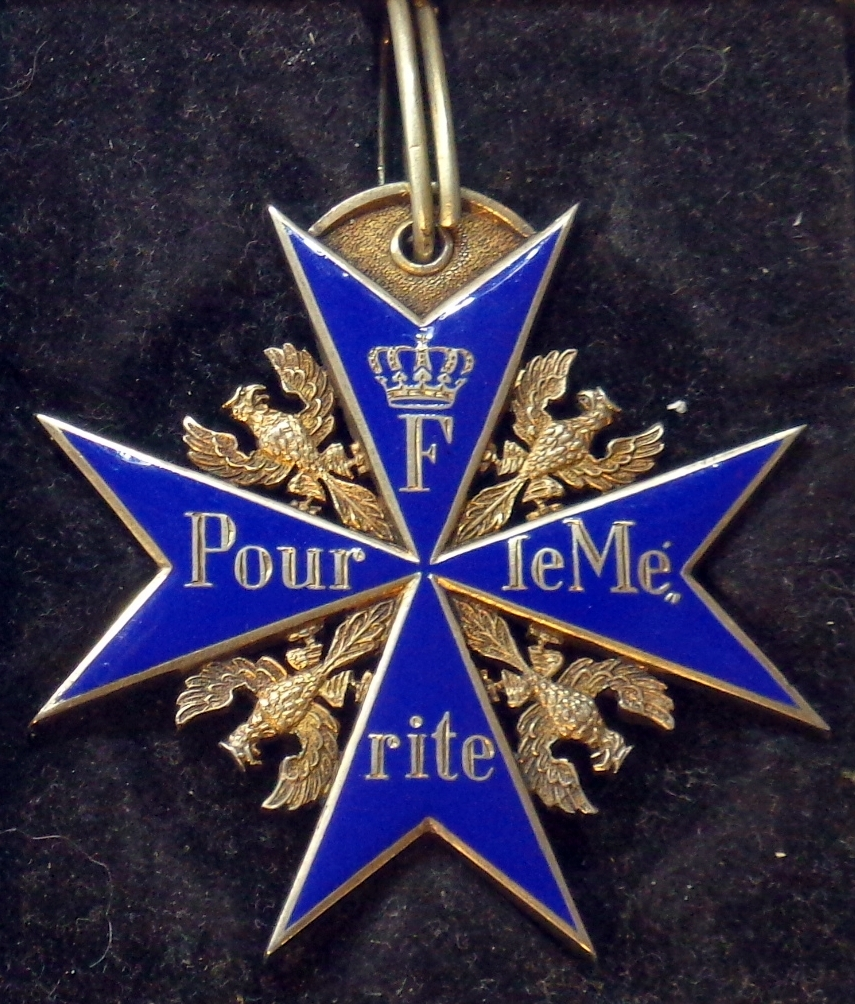
Знак ордена, XX век
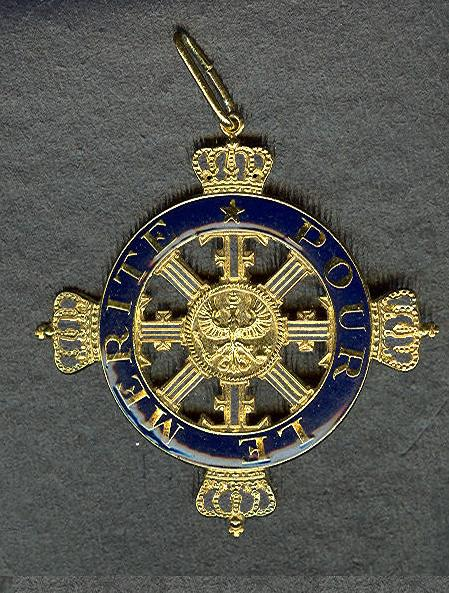
Орден Pour le Mérite для наук и искусств
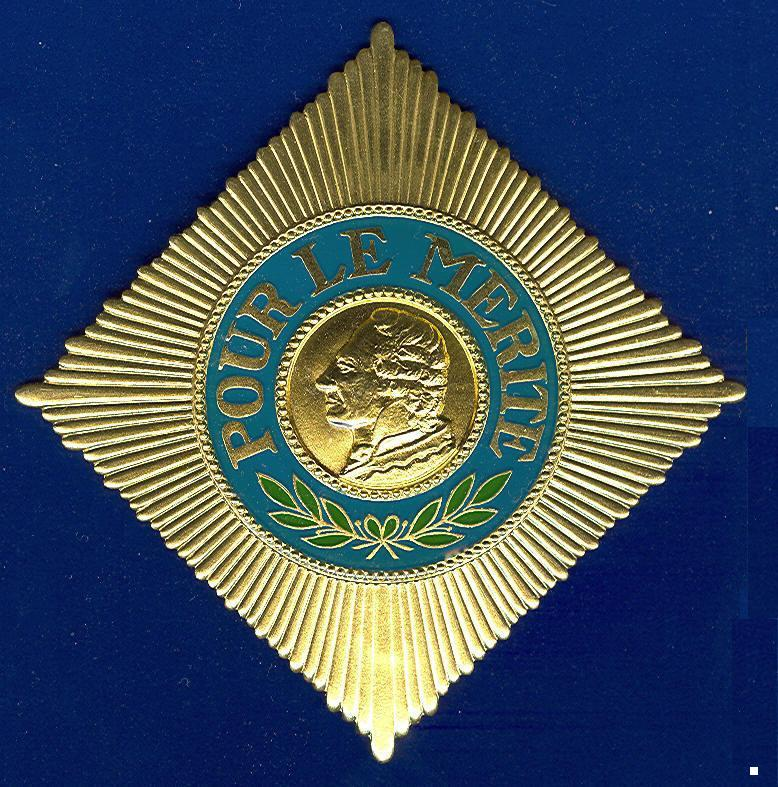
Нагрудная звезда к Большому Кресту